# 吴刚 (1976年)
吴刚（1976年8月—），男，汉族，浙江东阳人，中华人民共和国结构工程学者、政治人物，现任东南大学党委常委、常务副校长（正局级），中国青年科技工作者协会会长。曾任中国共产主义青年团中央委员会书记处书记（挂职），中国少年先锋队全国工作委员会主任。

## 生平
1993年9月，由浙江东阳中学保送至东南大学土木工程系，获得学士、硕士、博士学位，师从吕志涛院士。2002年6月博士毕业后，在日本茨城大学做博士后研究。
2003年8月，回到母校东南大学，在东南大学土木工程学院任教，2008年12月担任学院副院长，2009年11月升任学院院长。
2016年4月，时年39岁的吴刚升任东南大学党委常委、副校长，系当时中国高校最年轻的副校长。
2019年4月，挂任中国共产主义青年团中央委员会书记处书记。2019年10月，担任中国少年先锋队全国工作委员会主任。2019年12月，当选为中国青年科技工作者协会会长。
2022年9月，升任东南大学常务副校长（正局级）。

## 学术成就
长期从事结构工程研究，其主持的“混凝土结构非接触式检测评估与高效加固修复关键技术”项目获得2019年中国国家科技进步二等奖。
2015年获得国家杰出青年科学基金资助，同年入选教育部“长江学者”特聘教授。2021年获得“科学探索奖”。